# Geijersgården
For Geijersgården i Värmland, se Ransäters bruksherrgård.
Geijersgården er et museum, der ligger i det centrale Uppsala, Sverige, som nabo til Ihregården, lige nord for Carolina Rediviva, hovedbygningen på Uppsala universitetsbibliotek.
Gårdens navn kommer fra Erik Gustaf Geijer der bøde her 1837–46. Hovedbygningen blev opført i 1737–38 af landshøvding Johan Brauner. Under denne tid var Carolina Rediviva nybygget og Uppsala universitet ville rive nabogården ned, fordi de ville have en mere åben plads foran universitet. Geijer solgte den sydlige dele af gården og flyttede de to bygninger han ville have bevaret til den nordlige delen, og han renoverede dem. Gården har sit nuværende udseende siden fra 1850, da det blev malet gul. Siden er der ikke sket ændringer i udseendet.
I 1934 købte Uppsala universitet gården.
I 1982 opstod en brand i den vestlige dele af hovedbygningen og reparationen var klar i 1983.